# Liste der Flaggen in Mecklenburg-Vorpommern
Diese Liste zeigt die Flaggen in Mecklenburg-Vorpommern mit seinen Landesteilen, Landkreisen und kreisfreien Städten. In Mecklenburg-Vorpommern spielen hochrechteckige Flaggen wie Banner eine untergeordnete Rolle, wenn überhaupt, dann nur als Hochformatflaggen. Weitere Flaggen der kreisangehörigen Städte und Gemeinden sind über die Navigationsleiste am Ende der Seite erreichbar.

## Landesflagge und Landesdienstflagge
| Land                   | Hissflagge             | Banner            | Kommentare |
| ---------------------- | ---------------------- | ----------------- | --- |
| Mecklenburg-Vorpommern | Landesflagge 5:3       | 1:2 (oder länger) | Durch Gesetz festgelegt am 23. Juli 1991: In der Verfassung des Landes Mecklenburg-Vorpommern heißt es lediglich: „Die Landesfarben sind blau, weiß, gelb und rot. Das Nähere über Landesfarben und Landeswappen sowie deren Gebrauch regelt das Gesetz.“ Das Hoheitszeichengesetz bestimmt: „Die Farben des Landes Mecklenburg-Vorpommern sind Ultramarinblau-Weiß-Gelb-Weiß-Zinnoberrot. Die Flagge ist längsgestreift. Für die Einzelheiten der Gestaltung ist das Muster 1 maßgebend. Die Dienstflagge zeigt in den beiden weißen Feldern die Wappenbilder von Mecklenburg und, in Kennzeichnung des Landesteils Vorpommern, von Pommern ohne Schilde nebeneinander. Der gelbe Streifen ist dafür unterbrochen. Für Einzelheiten der Gestaltung ist Muster 2 der Anlage maßgebend. Wird die Dienstflagge als Banner- oder Hängefahne in Hochformat gesetzt, zeigt sie die beiden Wappenbilder übereinanderstehend, oben das Wappenbild Mecklenburgs und darunter das Wappenbild Vorpommerns.“ Hissflaggen haben ein Verhältnis von 25 (Länge) zu 15 (Breite). Hängeflaggen sind mindestens fünf Teile länger, Banner meist doppelt so lang. |
| Mecklenburg-Vorpommern | Landesdienstflagge 5:3 | 1:2 (oder länger) | Durch Gesetz festgelegt am 23. Juli 1991: In der Verfassung des Landes Mecklenburg-Vorpommern heißt es lediglich: „Die Landesfarben sind blau, weiß, gelb und rot. Das Nähere über Landesfarben und Landeswappen sowie deren Gebrauch regelt das Gesetz.“ Das Hoheitszeichengesetz bestimmt: „Die Farben des Landes Mecklenburg-Vorpommern sind Ultramarinblau-Weiß-Gelb-Weiß-Zinnoberrot. Die Flagge ist längsgestreift. Für die Einzelheiten der Gestaltung ist das Muster 1 maßgebend. Die Dienstflagge zeigt in den beiden weißen Feldern die Wappenbilder von Mecklenburg und, in Kennzeichnung des Landesteils Vorpommern, von Pommern ohne Schilde nebeneinander. Der gelbe Streifen ist dafür unterbrochen. Für Einzelheiten der Gestaltung ist Muster 2 der Anlage maßgebend. Wird die Dienstflagge als Banner- oder Hängefahne in Hochformat gesetzt, zeigt sie die beiden Wappenbilder übereinanderstehend, oben das Wappenbild Mecklenburgs und darunter das Wappenbild Vorpommerns.“ Hissflaggen haben ein Verhältnis von 25 (Länge) zu 15 (Breite). Hängeflaggen sind mindestens fünf Teile länger, Banner meist doppelt so lang. |

## Landesteile
§ 1 Absatz 3 des Hoheitszeichengesetzes legt fest: „In den Landesteilen Mecklenburg und Vorpommern können zusätzlich die traditionellen Farben und Flaggen geführt werden.“
| Landesteil             | Hissflagge | Kommentare |
| ---------------------- | ---------- | --- |
| Landesteil Mecklenburg |            | Der Landesteil Mecklenburg führt die Farben fort, die das historische Land Mecklenburg führte, ursprünglich festgelegt durch den Herzog von Mecklenburg-Schwerin am 26. März 1813: „Die Flagge des Landesteils Mecklenburg … ist gleichmäßig längsgestreift von Ultramarinblau, Gelb und Zinnoberrot… Auf den Flaggen der Landesteile stehen keine Wappenbilder und auch keine Wappen.“ |
| Landesteil Vorpommern  |            | Der Landesteil Vorpommern führt die Farben fort, die die preußische Provinz Pommern am 22. Oktober 1882 offiziell angenommen hat: „… Die Flagge des Landesteils Vorpommern ist gleichmäßig längsgestreift von Blau und Weiß … Auf den Flaggen der Landesteile stehen keine Wappenbilder und auch keine Wappen.“                                                                         |

## Höherer Kommunalverband
Die Verbandssatzung des Kommunalen Sozialverbandes Mecklenburg-Vorpommern führt nur ein Dienstsiegel, aber weder Wappen noch Flagge:
„Der Kommunale Sozialverband Mecklenburg-Vorpommern führt das Landessiegel mit dem Wappenbild des Landesteils Mecklenburg, einem hersehenden Stierkopf mit abgerissenem Halsfell und Krone.“

## Landkreise
| Landesteil                      | Hissflagge | Kommentare |
| ------------------------------- | ---------- | --- |
| Landkreis Ludwigslust-Parchim   | 5:3        | Beschlossen vom Kreistag am 8. Mai 2014, genehmigt durch den Innenminister von Mecklenburg-Vorpommern am 16.Dezember 2014: „Die Flagge des Landkreises Ludwigslust-Parchim ist im Verhältnis ein Drittel zu zwei Drittel der Länge des Flaggentuchs gespalten und halbgeteilt. Das Feld am Liek ist Blau. Das Feld am fliegenden Ende ist gleichmäßig längsgestreift von Gelb und Rot. Auf den Feldern liegen jeweils die Figuren des Landkreiswappens: im Feld am Liek mittig ein schreitender, gelb bewehrter weißer Graureiher, am fliegenden Ende jeweils mittig in der Hälfte am Spalt im oberen Feld etwas nach unten verschoben ein gelbgekrönter schwarzer Stierkopf mit geschlossenem Maul, im unteren Feld etwas nach oben verschoben zwei zusammengewachsene gelbe Eichenblätter mit gelber Eichel. Die Höhe des Flaggentuches verhält sich zur Länge wie 3 zu 5.“ |
| Mecklenburgische Seenplatte     | 5:3        | Beschlossen vom Kreistag am 2. Dezember 2013, genehmigt durch den Innenminister von Mecklenburg-Vorpommern am 11. März 2014: „Die Flagge des Landkreises ist gleichmäßig und quer zur Längsachse des Flaggentuchs von Blau und Gelb gestreift. In der Mitte des Flaggentuchs liegt, auf jeweils ein Drittel der Länge des blauen und des gelben Streifens übergreifend, das Landkreiswappen. Die Höhe des Flaggentuchs verhält sich zur Länge wie 3 zu 5.“ Der Landkreis Mecklenburgische Seenplatte führt folgendes Wappen: „Gespalten und durch Wellenschnitt halbgeteilt; vorn in Gold ein halber hersehender Stierkopf am Spalt mit geschlossenem Maul, ausgeschlagener roter Zunge mit silbernem Horn; hinten oben in Silber ein aufgerichteter golden bewehrter roter Greif mit aufgeworfenem Schweif, unten in Blau sieben silberne Wellenfäden.“ |
| Landkreis Nordwestmecklenburg   | 3:2        | Genehmigt durch den Innenminister von Mecklenburg-Vorpommern am 16. Januar 2012: „Der Landkreis Nordwestmecklenburg führt eine Flagge. Die Flagge des Landkreises Nordwestmecklenburg ist gleichmäßig und quer zur Längsachse des Flaggentuchs gespalten. Die Liekhälfte ist Gelb. Darauf liegt mittig am Spalt, 14/15 der Höhe des Flaggentuchs einnehmend, eine Figur des Landkreiswappens: ein halber hersehender, goldgekrönter schwarzer Stierkopf mit aufgerissenem rotem Maul, silbernen Zähnen, ausgeschlagener roter Zunge, in Spitzen abgerissenem Halsfell und silbernen Hörnern. Die Hälfte am fliegenden Ende ist gleichmäßig längsgestreift von Weiß, Rot, Weiß und Rot. Darauf liegt mittig nahe am Spalt, 14/15 der Höhe des Flaggentuchs einnehmend, eine Figur des Landkreiswappens: ein Krummstab in verwechselten Farben. Die Höhe des Flaggentuchs verhält sich zur Länge wie 2 zu 3.“ |
| Landkreis Rostock               | 3:2        | Genehmigt durch den Innenminister von Mecklenburg-Vorpommern am 15. November 2011: „Die Flagge des Landkreises Rostock ist gleichmäßig längsgeteilt von Gelb und Blau. Die Streifen sind mit den Figuren des Wappens belegt: Zwei schräg gekreuzte, von Rot und Gelb geteilte Krummstäbe mit zugewendeter Krümme, die 1/3 der Höhe und 2/3 der Länge des Flaggentuchs einnehmen; in der Mitte des gelben Streifens ein hersehender, goldgekrönter schwarzer Stierkopf mit geschlossenem Maul, ausgeschlagener roter Zunge und silbernen Hörnern und in der Mitte des blauen Streifens ein abgerissener, rotgezungter, goldener Greifenkopf, die 3/4 des jeweiligen Streifens einnehmen. Die Höhe des Flaggentuchs verhält sich zur Länge wie 2 zu 3.“ |
| Landkreis Vorpommern-Greifswald | 5:3        | Genehmigt durch den Innenminister von Mecklenburg-Vorpommern am 13. Dezember 2022: "De Flagge des Landkreises Vorpommern-Greifswald ist von Silber und Gold durch einen blauen Schräglinksbalken, dessen Breite ein Neuntel der Breite des Flaggentuches beträgt,geteilt. In der Mitte des Flaggentuches liegt-sieben Neuntel der Breite des Flaggentuches einnehmend-ein roter goldbewehrter Greif. Die Breite des Flaggentuches verhält sich zur Länge wie 3 zu 5." |
| Landkreis Vorpommern-Rügen      | 5:3        | Beschlossen vom Kreistag am 2. September 2013 und vom Innenminister von Mecklenburg-Vorpommern genehmigt am 7. Oktober 2013: „Die Flagge des Landkreises Vorpommern-Rügen ist gleichmäßig längs gestreift von Blau und Gelb. In der Mitte des Flaggentuches liegt, auf jeweils zwei Drittel der Höhe des blauen und des gelben Streifens übergreifend, das Landkreiswappen. Die Höhe des Flaggentuches verhält sich zur Länge wie 3:5.“ Der Landkreis Vorpommern-Rügen führt das folgende Wappen: „Über blauem Schildfuß, darin ein schreitender rot gezungter goldener Greif mit aufgeworfenem Schweif, gespalten vorn in Gold ein linksgewendeter, aufgerichteter, rot gezungter schwarzer Greif mit aufgeworfenem Schweif, die unteren Schwungfedern des Flügels silbern, hinten in Gold ein aus schwebenden, offenen roten Stufengiebel aus fünf Steinen wachsender, rot gekrönter, gezungter und bewerter, doppelgeschweifter schwarzer Löwe. Dem Spalt aufgelegt zwischen den Fängen des Greifen und den Pranken des Löwen, die nicht berührend, ein roter Schild mit einer silbernen Pfeilspitze überhöht von einem silbernen Tatzenkreuz.“ (Wappen genehmigt am 7. März 2013) |

## Ehemalige Landkreise und historische Flaggen
| Landesteil                                             | Hissflagge | Kommentare |
| ------------------------------------------------------ | ---------- | --- |
| Landkreis Bad Doberan                                  | 5:3        | Genehmigt durch den Innenminister von Mecklenburg-Vorpommern am 1. August 1996: Der Landkreis Bad Doberan führte die nachstehend beschriebene Flagge: „Die Flagge des Landkreises ist gleichmäßig längsgestreift von Gelb und Blau. In der Mitte liegt, auf jeweils zwei Drittel der Höhe des gelben und des blauen Streifens übergreifend, das Wappen des Landkreises. Die Höhe der Flagge verhält sich zur Länge wie 3 zu 5.“ Der Landkreis Bad Doberan führte das folgende Wappen: „Geteilt durch einen liegenden, mit der Krümme nach vorn und oben gekehrten silbernen Abtstab; oben in Blau ein schreitender goldener Greif mit aufgeworfenem Schweif und ausgeschlagener roter Zunge; unten in Gold ein hersehender schwarzer Stierkopf mit geschlossenem Maul, ausgeschlagener roter Zunge und silbernen Hörnern, auf der Stirn eine goldene Fürstenkrone, von der fünf abwechselnd mit Lilien und Perlen besteckte Zinken sichtbar sind.“ (Wappen genehmigt am 5. Dezember 1995) |
| Landkreis Demmin                                       | 5:3        | Genehmigt durch den Innenminister von Mecklenburg-Vorpommern am 26. März 1996: Die Flagge des Landkreises Demmin ist längs gestreift von Blau, Gelb, Rot, Weiß, Rot, Gelb und Blau. Die blauen Streifen nehmen jeweils elf Sechzigstel, die gelben je ein Viertel, die roten je ein Dreißigstel und der weiße Streifen ein Fünfzehntel der Höhe des Flaggentuchs ein. In der Mitte der roten Streifen und des weißen Streifens liegt, auf jeweils vier Fünftel der Höhe der Gelben Streifen übergreifend, das Landeskreiswappen. DieHöhe des Flaggentuchs verhält sich zur Länge wie 3:5. Der Landkreis Demmin führte als Wappen: „Halbgeteilt und gespalten, von oben in Gold ein hersehender schwarzer Stierkopf mit geschlossenem Maul, ausgeschlagener roter Zunge und silbernen Hörnern, auf der Stirn eine goldene Fürstenkrone, von der fünf abwechselnd mit Lilien und Perlen besteckte Zinken sichtbar sind, hinten in Blau eine schwebende, gezinnte silberne Burg mit geöffnetem begattertem Tor und einem Zinnenturm, dessen Spitzdach mit einer Lilie bekrönt ist und dessen drei Geschosse mit je drei betagleuchteten Fenstern versehen sind, von unten geteilt: oben in Rot ein wachsender silberner Greif, unten von Gold und Blau geschacht.“ (Wappen genehmigt am 8. Juni 1995) |
| Landkreis Ludwigslust                                  | 5:3        | Beschlossen vom Kreistag am 12. Dezember 1996, genehmigt durch den Innenminister von Mecklenburg-Vorpommern 28. August 1997: „Die Flagge des Landkreises Ludwigslust ist gleichmäßig längsgestreift von Gelb und Grün. In der Mitte des Flaggentuchs liegt – auf jeweils fünf Neuntel der Höhe des gelben und des grünen Streifens übergreifend – das Wappen des Landkreises. Die Höhe des Flaggentuchs verhält sich zur Länge wie 3 zu 5.“ Der Landkreis Ludwigslust führt als Wappen: „Geteilt durch einen Wellenschnitt von Rot und Silber; oben ein schreitendes goldenes Pferd; unten drei fächerförmig zusammengewachsene grüne Eichenblätter.“ (Wappen genehmigt am 20. Februar 1997) |
| Landkreis Müritz                                       | 5:3        | Genehmigt durch den Innenminister von Mecklenburg-Vorpommern am 7. Dezember 1995: „Die Flagge des Landkreises Müritz besteht aus zwei gleich breiten Längsstreifen. Der obere Streifen ist in eine rote Oberecke und eine gelbe Flugseite geteilt. Der untere Streifen zeigt die Farbe Blau. In der Mitte liegt – etwas zur Oberkante des Flaggetuchs hin verschoben – das Wappen des Landkreises. Das Wappen nimmt zwei Drittel der Höhe des Flaggentuchs ein. Die Länge des Flaggentuchs verhält sich zur Höhe wie 5 zu 3.“ Der Landkreis Müritz führte als Wappen: „Über einem vierfach gezinnten roten Mauerschildfuß mit offenem Tor, darin silbergewelltes blaues Wasser, von Gold und Blau gespalten; vorn ein hersehender schwarzer Stierkopf mit silbernen Hörnern, geschlossenem Maul, ausgeschlagener roter Zunge und goldener Krone, die fünf abwechselnd mit Lilien und Perlen besteckte Zinken zeigt; hinten ein silberner Fischadler mit geschlossenem Flug und einem silbernen Fisch in den Fängen.“ (Wappen genehmigt am 25. März 1995) |
| Landkreis Nordvorpommern                               | 3:2        | Genehmigt durch den Innenminister von Mecklenburg-Vorpommern am 3. Dezember 1997: "Die Flagge des Landkreises Nordvorpommern ist gleichmäßig und quer zur Längsachse des Flaggentuchs von Blau und Gelb gestreift. Jeder Streifen ist mit einer Figur des Landkreiswappens belegt: der blaue Streifen mit einem zum Flugsaum blickenden, aufgerichteten, rot gezungten gelber Greifen mit aufgeworfenem Schweif; der gelbe Streifen mit einem aufgerichteten, rot gezungten schwarzer Greif mit aufgeworfenem Schweif, die beiden unteren Schwungfedern des Fluges sind weiß. Jede Figur nimmt auch Neuntel der Höhe des Flaggentuchs ein. Die Höhe des Flaggentuches verhält sich zurLänge wie 2:3." Der Landkreis Nordvorpommern führte als Wappen: „Gespalten von Blau und Gold; vorn ein nach links gewendeter goldener Greif mit ausgeschlagener roter Zunge und aufgeworfenen Schweif; hinten ein schwarzer Greif mit ausgeschlagener roter Zunge und aufgeworfenem Schweif, die beiden unteren Schwungfedern des Fluges silbern.“ |
| Landkreis Nordwestmecklenburg                          | 5:3        | Genehmigt durch den Innenminister von Mecklenburg-Vorpommern am 10. Januar 2006: Der Landkreis Nordwestmecklenburg führt eine Flagge. „Die Flagge des Landkreises ist gleichmäßig und quer zur Längsachse des Flaggentuchs von Blau und Gelb gestreift. In der Mitte des Flaggentuchs liegt, auf jeweils ein Drittel der Länge des blauen und des gelben Streifens übergreifend, das Landkreiswappen. Die Höhe des Flaggentuchs verhält sich zur Länge wie 3:5.“ Das Wappen des Landkreises Nordwestmecklenburg (Kreiswappen) zeigt: „In gespaltenem Schild vorn in Gold am Spalt ein halber herschauender schwarzer Stierkopf mit silbernen Hörnern, goldener Krone, geöffnetem Maul, silbernen Zähnen, ausgeschlagener roter Zunge und abgerissenem Halsfell, dessen Randung bogenförmig ausgeschnitten ist; hinten in Blau ein stehender goldener Bischofsstab.“ (Wappen genehmigt am 1. Juli 1996) |
| Landkreis Ostvorpommern                                | 5:3        | Beschlossen vom Kreistag am 29. Januar 1998, genehmigt durch den Innenminister von Mecklenburg-Vorpommern am 20. Februar 1998: "Die Flagge zeigt in Gelb etwas zum Liek versetzt einen aufgerichteten schwarzen Greif mit ausgeschlagener roter Zunge und aufgeworfenem Schweif. Die Höhe des Flaggentuchs verhält sich zur Länge wie 3 zu 5." |
| Landkreis Parchim                                      | 3:2        | Genehmigt durch den Innenminister von Mecklenburg-Vorpommern am 7. Juni 1995: „Die Flagge des Landkreises Parchim besteht aus gelbem Tuch und ist mit den Figuren des Landkreiswappens belegt; am Liek oben ein blaues Schrägeck, das die Hälfte der Höhe und die Hälfte der Länge des Flaggentuches einnimmt; in der Mitte ein hersehender schwarzer Stierkopf mit schwarzen Hörnern, geschlossenem Maul und einer goldenen Krone, von der drei kleeblattförmige Zinken sichtbar sind, und der zwei Drittel der Höhe und ein Drittel der Länge des Flaggentuches einnimmt; am fliegenden Ende unten ein blaues Schrägeck, das die Hälfte der Höhe und die Hälfte der Länge des Flaggentuches einnimmt. Die Höhe des Flaggentuches verhält sich zur Länge wie 2 zu 3.“ |
| Landkreis Rügen                                        | 5:3        | Genehmigt durch den Innenminister von Mecklenburg-Vorpommern 7. Dezember 1995: "Die Flagge des Landkreises Rügen ist gleichmäßig längs gestreift von Gelb und Blau und mit den Figuren des Landeskreiswappens belegt: in der Mitte des gelben Streifens mit einem wachsenden rot gekrönten,gezungten und bewehrten doppelschweifigen schwarzer Löwe, der die Höhe und zwei Drittel der Länge des Streifens einnimmt; auf dem blauen Streifen mit einem offenen Stufengiebel aus fünf roten Steinen, der in der Mitte die Höhe und an der Unterkante die Länge des Streifens einnimmt. Die Höhe des Flaggentuches verhält sich zur Länge wie 3:5." |
| Landkreis Uecker-Randow                                | 5:3        | Genehmigt durch den Innenminister von Mecklenburg-Vorpommern am 31. Januar 2000: "Die Flagge des Landkreises Uecker-Randow ist längs gestreift von Rot, Weiß, Blau, Weiß und Rot. Die roten Streifen nehmen je ein Viertel, die weißen Streifen je zwei Neuntel und der blaue Streifen nimmt ein Achtzehntel der Höhe des Flaggentuchs ein. In der Mitte des blauen Streifens liegt, auf jeweils sieben Achtel der Höhe der weißen Streifen übergreifend, das Landkreiswappen.Die Höhe des Flaggentuchs verhält sich zur Länge wie 3 zu 5." Der Landkreis Uecker-Randow führte als „In Silber ein aus blauem, mit zwei silbernen Wellenbalken belegtem Wellenschildfuß hervorkommender, sich nach oben verjüngender, gezinnter roter Backsteinrundturm mit abgeflachtem Spitzdach und zwei balkenweise angeordneten schwarzen Fenstern, begleitet: rechts von einem goldbewehrten roten Greif, links von einem goldbewehrten roten Adler.“ (Wappen genehmigt am 6. Juni 1995) |
| Landkreis Ueckermünde, 1994 zu Landkreis Uecker-Randow |            | Flagge 1992 durch Hauptsatzung angenommen. |

## Kreisfreie Städte
| Stadt                     | Hissflagge | Kommentare |
| ------------------------- | ---------- | --- |
| Hansestadt Rostock        | 5:3        | Die Hansestadt Rostock führte schon im 15. Jahrhundert die Farben Blau, Weiß und Rot. In der heutigen Form festgelegt durch Beschluss der Stadt 1936, bestätigt 1946 und 1991: „Die Stadtfarben sind Blau, Silber und Rot. Die Stadtflagge besteht aus drei waagerechten Streifen. Der obere Streifen zeigt die Farbe Blau. Er nimmt die Hälfte der Flaggenhöhe ein und ist mit einem zum Liek gewendeten, schreitenden gelben Greifen mit aufgeworfenem Schweif und ausgeschlagener roter Zunge belegt. Der mittlere Streifen zeigt die Farbe Weiß, der untere Streifen die Farbe Rot. Die beiden unteren Streifen nehmen je ein Viertel der Höhe ein. Die Höhe des Flaggentuchs verhält sich zur Länge wie drei zu fünf.“ Siehe auch den Artikel: Rostocker Flaggen          |
| Landeshauptstadt Schwerin | 7:9        | Genehmigt durch den Innenminister von Mecklenburg-Vorpommern 1994: „Das Stadtwappen zeigt in Blau das goldene Reiterbildnis Herzog Heinrichs des Löwen: einen Ritter mit Topfhelm auf einem gezäumten, schreitenden Ross, der in der Rechten eine dreilatzige Fahne und in der Linken einen Dreiecksschild mit einem leopardierten Löwen hält.“ (Das Wappen geht auf ein Siegel aus dem 13. Jahrhundert zurück.) „Die Stadtflagge ist dreifach längsgestreift. Die äußeren Streifen zeigen die Farbe Gelb und nehmen je zwei Siebentel der Höhe ein. Der mittlere Streifen zeigt die Farbe Blau. Er nimmt drei Siebentel der Höhe ein und ist mit der etwas zum Liek hin verschobenen gelben Wappenfigur belegt. Die Höhe des Flaggentuchs verhält sich zur Länge wie 7 zu 9.“ |